# Die Insel der Amazonen
Die Insel der Amazonen ist ein 1960 entstandener deutscher Kriminal-, Abenteuer- und Exploitationfilm aus der Wolf-C.-Hartwig-Produktion mit Adrian Hoven und Ann Smyrner in den Hauptrollen sowie Jan Hendriks in der Rolle des Oberganoven.

## Handlung
Die Argentinierinnen Liz und Trixi, die Engländerin Pat, die Französin Colette, die Deutsche Katrin sowie deren Freundinnen Sonja und Merci besuchen das an einem schönen Sonnenfleckchen im mediterranen Europa gelegenen „Internat des jeunes Filles“. Bald hat man das Abitur geschafft, und die Mädels beschließen, auf Colettes Vorschlag hin, anschließend eine gemeinsame Mittelmeerreise zu unternehmen, ehe jede von ihnen in ihr Heimatland zurückkehrt. Abenteuer und Spaß sollen im Mittelpunkt der Yachtsause stehen, doch plötzlich teilt ihnen ausgerechnet Colette mit, dass sie nicht daran teilnehmen könne, weil daheim ihre Mutter sie brauchen würde. Doch dies ist nur ein vorgeschobener Grund, in Wahrheit kann sich Colette eine solche Tour, die sie bis an die Küste Afrikas und in den Orient führen soll, überhaupt nicht leisten. Daher beschließen die anderen Mädels, die Reise auf einem Frachtschiff zu unternehmen, da dies erstens eh abenteuerlicher seine werde und zweitens man Colette mitnehmen könne.
Die Fahrt soll sich bald als sehr viel abenteuerlicher herausstellen, als es die sieben jungen Frauen geplant hatten, denn als sie der Einladung eines schmucken Meteorologen namens Manuel nachkommen, ihn auf seiner abgelegenen und angeblich weitgehend verwaisten Insel zu besuchen, erweist sich selbige als Tummelplatz von Verbrechern. Dort haben sich unter der Führung eines gewissen Murdock mehrere Schurken eingenistet, die sich auf illegaler Schatzsuche befinden. Ihr Ziel ist es, eine Reihe von Goldbarren aus einem verborgenen Flugzeugwrack zu bergen. Die Ganoven können neugierige Zeuginnen und Mitwisserinnen überhaupt nicht gebrauchen, und so geraten die sieben Hübschen bald in größte Gefahr. Erst im letzten Moment rauscht ein Polizeiboot an die Gestade, befreit die naiven Mädchen und verhindert schlimmeres. Derweil haben sich Liz und Manuel näher kennen- und lieben gelernt und beschließen, in Zukunft zusammenzubleiben.

## Produktionsnotizen
Die Insel der Amazonen entstand Mitte 1960 an mehreren Orten am Mittelmeer und wurde am 25. November 1960 in München im Theater am Karlstor uraufgeführt.
Ludwig Spitaler übernahm die Produktionsleitung, Ernst Wild assistierte Chefkameramann Georg Krause. Anna Hanoszek entwarf die Kostüme.

## Kritiken
Paimann’s Filmlisten resümierte: „Nach einem seichten Drehbuch – primitiv ‚Krimi‘ und billig ‚sexi‘ – mit zum Teil wenig filmgewandten Kräften oberflächlich inszeniert, bescheiden aufgemacht, musik-illustriert, bild- u. tonlich annehmbar.“

„Ein ärmliches Schundprodukt.“